# 木全俊太
木全 俊太（きまた しゅんた）は、日本の元俳優。

## 来歴
一人っ子。父は農家、母は中学教師。
映画『手紙』の山田孝之の芝居を見て感銘を受け、俳優を志す。21歳の時、本格的に訓練を積もうと演技スクールに通い始める。同時期より、多くの自主映画に参加。
映画やドラマなど、映像作品を中心に活動。事務所はキャストパワーに所属していた。

## 人物
人見知り。友達と遊んだりするよりは、一人で映画を観たり、本を読んだりするのが趣味。比較的、インドア。
趣味は映画鑑賞、読書。特技はテニス。
好きな食べ物はチーズ。好きな作家は東野圭吾。

## 主な出演作

### 映画
- 『マイ・バック・ページ』（山下敦弘監督）
- 『被写体深度』（穐山茉由監督）主演
- 『みんなでいこう』（小池茅監督）主演[2]
- 『不安な水色』（佐藤将監督）主演
- 『TOKYO INSOMNIA』（長堀弘毅監督）主演
- 『君と違う空は見たくない』（長濱勇太監督）[3]
- 『夜空はいつでも最高密度の青色だ』（石井裕也監督）
- 『帝一の國』（永井聡監督）
- 『22年目の告白』（入江悠監督）
- 『フリーフォール』（坂田航監督）
- 『頭上の色論』（吉田岳男監督）[4]
- 『あゝ、荒野』（岸善幸監督）
- 『神様なんていなくても』（高橋幸大監督）主演
- 『光』（大森立嗣監督）
- 『めぐる』（MaungTheinDan監督）
- 『リング・サイド・ストーリー』（武正晴監督）
- 『サラバ静寂』（宇賀那健一監督）
- 『許された子どもたち』（内藤瑛亮監督）
- 『馬の骨』（桐生コウジ監督）
- 『かぞくいろ -RAILWAYS わたしたちの出発-』（吉田康弘監督）

### ドラマ
- 『チアドル』（藤澤浩和監督）
- 『深夜食堂』（吉田康弘監督）
- 『踊る大空港』（本広克行監督）
- 『東京ヴァンパイアホテル』（園子温監督）
- 『プラージュ』（吉田康弘監督）
- 『ハケンのキャバ嬢・彩華』（本田隆一監督）
- 『逃亡花』（佐藤源太監督）
- 『モンテ・クリスト伯 -華麗なる復讐-』（西谷弘監督）
- 『家政夫のミタゾノ』（片山修監督）
- 『拝み屋怪談』（清水厚監督）
- 『今日から俺は!!』（福田雄一監督）
- 『ポイズンドーター・ホーリーマザー』（吉田康弘監督、滝本憲吾監督）